# Större sandstrutbyggare
Större sandstrutbyggare (Limnephilus bipunctatus) är en nattslända som tillhör familjen husmasknattsländor.
Denna brunaktiga nattsländas larver hittas i stillastående och långsamt rinnande vatten. Larven är 16-18 millimeter lång och gulbrun i färgen. 
Larven bygger sitt hus av sandkorn, även om växtdelar också kan ingå i bygget. Huset är långsträckt och lite böjt till formen, med en längd på 18-20 millimeter och en bredd på 4 millimeter.
I Sverige är arten allmänt förekommande över stora delar av landet.